# João Estrella
João Guilherme Estrella (Rio de Janeiro, 1962) é um produtor musical e compositor e ex-narcotraficante que ficou conhecido pelo livro Meu Nome Não É Johnny, escrito pelo jornalista Guilherme Fiúza, e pelo filme homônimo, de 2008, baseado no livro, que retratam seu envolvimento com o tráfico de drogas.

## Biografia
No início dos anos 1990, aos 28 anos de idade, João Guilherme foi, com outros três amigos, à Zona Sul carioca para comprar cinco gramas de cocaína. Quando o traficante chegou, os amigos já tinham desistido do negócio, e João se  propôs a ficar com a droga e pagá-la posteriormente. No dia marcado, o traficante, impressionado com a rapidez com que Estrella conseguira o dinheiro, ofereceu-lhe mais cinquenta gramas de cocaína, para que ele as distribuísse. Assim  começou  a trajetória  de João Guilherme Estrella no narcotráfico. 
Entre 1989 e 1995, ele chegou a ser o principal traficante de cocaína e fornecedor da elite do Rio de Janeiro. No auge de sua atividade, recebeu 150 000 dólares por uma única partida de cocaína destinada à Europa. Em outubro de 1995, foi preso, num apartamento em Copacabana, com 5,5 kg de cocaína. Condenado a quatro anos de reclusão, teve sua pena reduzida para dois anos, pois não foi provado seu "envolvimento comercial com as drogas", graças à estratégia de seus advogados e ao entendimento da juíza Marilena Soares Reis Franco de que não se tratava  de um traficante, mas de um dependente químico. Estrella ganhava muito dinheiro, mas torrava tudo em festas e drogas. Cumpriu sua pena, primeiramente na carceragem da Polícia Federal, dividindo a cela com integrantes do Comando Vermelho, transportadores de drogas ("mulas") estrangeiros e outros criminosos; depois, no Manicômio Judiciário Carrilho, no Complexo Penitenciário Frei Caneca.
Nos últimos anos, passou a dar palestras sobre prevenção do uso de drogas.